# Josh Iosefa-Scott
Pour les articles homonymes, voir Scott.
Pas d'image ? Cliquez ici

a Compétitions nationales et continentales officielles uniquement.

b Matchs officiels uniquement.
Dernière mise à jour le 6 avril 2025.
Josh Iosefa-Scott, né le 16 juillet 1996 à Hamilton (Nouvelle-Zélande), est un joueur néo-zélandais de rugby à XV jouant au poste de pilier droit aux Exeter Chiefs.

## Biographie
Josh Iosefa-Scott naît à Hamilton en Nouvelle-Zélande. Durant sa jeunesse, il fréquente la Koromatua School et la Melville High School.
Il commence sa carrière avec la province de Waikato, où il joue de 2016 à 2020. En parallèle, il est retenu pour la première fois dans l'effectif des Highlanders pour la saison 2019 de Super Rugby et 2020,.
En 2021, il rejoint les Exeter Chiefs afin de remplacer le Gallois Tomas Francis, parti aux Ospreys,.
Au cours de la saison 2022-2023, il remporte la Coupe d'Angleterre, en battant les London Irish en finale sur le score de 24 à 20. Il marque un essai durant cette rencontre,.
Durant la saison 2023-2024, au mois de février 2024, il est sélectionné avec l'Angleterre A (équipe d'Angleterre réserve). Il peut effectivement représenter ce pays grâce à son père qui est originaire de Londres. Il joue alors un match remporté 91 à 5 contre le Portugal. Il manque ensuite la fin de saison à cause d'une blessure à un orteil.
En seconde partie de saison 2024-2025, il est titulaire lors de la finale de la Coupe d'Angleterre, perdue 48 à 14 face à Bath Rugby. Il prolonge aussi de deux ans son contrat avec Exeter,.